# Kojesjön
Kojesjön är en sjö i Jönköpings kommun i Småland och ingår i Motala ströms huvudavrinningsområde. Sjön har en area på 0,2 kvadratkilometer och ligger 268 meter över havet.

## Delavrinningsområde
Kojesjön ingår i det delavrinningsområde (641380-142319) som SMHI kallar för Utloppet av Ylen. Medelhöjden är 267 meter över havet och ytan är 28,77 kvadratkilometer. Räknas de 22 delavrinningsområdena uppströms in blir den ackumulerade arean 299,17 kvadratkilometer. Delavrinningsområdets utflöde Motala Ström mynnar i havet. Delavrinningsområdet består mestadels av skog (43 procent), öppen mark (10 procent) och jordbruk (21 procent). Avrinningsområdet har 6,69 kvadratkilometer vattenytor vilket ger avrinningsområdet en sjöprocent på 23,2 procent.